# 2010–2019
| 2000–2009 | 2010 | 2011 | 2012 | 2013 | 2014 | 2015 | 2016 | 2017 | 2018 | 2019 | 2020–2029 |

Roky 2010–2019 jsou souhrnně zvané 10. léta 21. století, jsou to roky arabského jara, další politické transformace České republiky, prohlubování evropské integrace, pokračující digitalizace částí lidského života, konce ekonomické krize z roku 2008. Relevantní informace o společnosti v ČR přináší sčítání lidu z roku 2011.

## Politika v ČR

### Proměny politického prostředí
V politickém prostředí byly patrné otřesy v dosavadním stranickém systému České republiky, takzvaná kroužkovací revoluce a nárůst voličské obliby podnikatelských stran a hnutí, tedy VV Víta Bárty, Ano 2011 Andreje Babiše a Úsvitu přímé demokracie Tomia Okamury. Tato uskupení jsou nazývána populistickými, výraznou částí jejich programu bývá boj s korupcí, reforma státu a demokracie. Pozvolný nárůst podpory zaznamenává též pirátské hnutí reprezentované v ČR Českou pirátskou stranou, která jedná s pirátskými stranami ostatních států EU o společném programu pro volby do Evropského parlamentu a ustanovení Evropské pirátské strany.
Tato dekáda také byla dobou vůbec první přímé volby prezidenta České republiky a s ní spojeného návratu Miloše Zemana a nových otázek týkajících se ústavních pravomocí prezidenta a pojetí prezidentské funkce.
Do občanského života byl také významně začleněn internet, politické strany začaly využívat internetové předvolební kampaně a pro občany vznikly nové projekty jako Demagog.cz, Volební kalkulačka, Mapování.cz, Politické finance.cz atd.
Pro Česko novou internetovou a politickou zkušeností byly též hacktivistické akce skupiny Anonymous.
Mediálně známými organizacemi a iniciativami se stávají například Rekonstrukce státu či Nadační fond proti korupci Karla Janečka.
Česko zažilo též souběh funkcí dvou policejních prezidentů.
Sobotkova vláda ustavená v roce 2014 do budoucna slíbila profesionalizaci státní správy novelou zákona o státní službě.

### Kriminální kauzy v politice
Dalším trendem české politiky je zvýšená míra soudních procesů a stíhání politiků související s údajným uvolněním rukou policie a reformou oslabení zákona o poslanecké imunitě na dobu výkonu mandátu. Významnými a mediálně nejzaznamenanějšími procesy (většinou zatím[kdy?] bez pravomocného rozsudku) byly:
1. kauza poslance a hejtmana Davida Ratha spojená s korupcí na zámku Buštěhrad,
2. poslankyně Vlasty Parkanové spojená s údajně předraženými zakázkami na ministerstvu obrany,
3. případ poslanců Víta Bárty, Jaroslava Škárky, poslankyně Kristýny Kočí a dalších členů Věcí veřejných ve spojení s korupčními půjčkami v této straně,
4. kauza náměstka Ministerstva práce a sociálních věcí pana Šišky,
5. kauza premiéra Petra Nečase, ředitelky jeho kanceláře a údajné milenky Jany Nagyové (později Nečasové), poslanců Fuksy, Tluchoře a Šnajdra a podnikatelů Romana Janouška a Ivo Rittiga v souvislosti s výměnou postů v dozorčích radách za odstoupení poslanců z funkce a tak vytvoření možnosti prohlasovat bez nich zákon spojený s důvěrou vládě a v souvislosti s dalším korupčním jednáním. V důsledku této kauzy také padla Nečasova vláda,
6. Lánská schůzka, neúspěšný pokus frakce ČSSD a prezidenta Zemana svrhnout po volbách do Poslanecké Sněmovny Bohuslava Sobotku z čela ČSSD,

## Evropská integrace

### Noví členové, kandidáti členství EU a další pokroky
Nové členské státy EU: Chorvatsko (2013).
Udělení statusu kandidátské země Evropské unie: Island (2010), Černá Hora (2010) a Srbsko (2012).
Island pozastavil své směřování k členství v EU přerušení přístupových rozhovorů v září roku 2013
Noví členové eurozóny: Estonsko, Lotyšsko, Litva
V ČR Sobotkova vláda slíbila zrušení žádosti o výjimku z Lisabonské smlouvy a přistoupení k fiskálnímu paktu Evropské unie v době shodné k přijmutí Eura pro ČR.

### Britské referendum o členství v EU
V této dekádě se očekává referendum občanů Velké Británie o setrvání království v Evropské unii. Premiér David Cameron jej slíbil stanovit na rok 2017 v případě, že roku 2015 znovu vyhraje volební souboj o post premiéra, část konzervativců však chce v referendu hlasovat již roku 2014. Pokud by bylo referendum vypsáno na rok 2017, patrně by tak bylo v jeho první polovině, protože v druhé polovině roku má zrovna Velká Británie předsedat radě EU. Pro pozdější termín referenda uvádí Premiér Cameron ještě argument, že chce předložit k referendu výsledek jednání se zástupci EU v Bruselu, v jehož rámci hodlá získat zpět některé pravomoci a dosáhnout určitých reforem ve fungování osmadvacítky.

### Integrace s východními partnery
Koncem listopadu 2013 se ve Vilniusu konal summit evropské iniciativy Východního partnerství. Očekávalo se na něm podepsání smluv o volném obchodu a asociačních dohod zavazující signatáře k justičním, politickým, protikorupčním a ekonomickým reformám. Podepsat je měli Arménie, Ukrajina, Gruzie a Moldávie. Arménie a Ukrajina od podpisu údajně pod diplomatickým vlivem Ruska a Vladimira Putina odstoupili. Na Ukrajině tento krok odstartoval vlnu protestů, mířených pro podporu evropského směřování Ukrajiny a opozice a následně celkově i proti vládě a prezidentovi. Mezi protestujícími se nachází rozličné skupiny věkové i politické. Pro protesty se vžil název Euromajdan. Krize vyústila k Ruskému vojenskému ovládnutí poloostrova Krym a k jeho mezinárodním společenstvím neuznanému připojení k Ruské federaci.

### Významná témata evropské politiky
Mezi výrazná a mediálně známá témata desetiletí v evropské politice počítáme řešení dluhové krize v eurozóně a dluhové krize v Řecku, fiskální pakt EU, Evropský stabilizační mechanismus, aféry odposlechů Evropských občanů a některých Evropských politiků tajnými zpravodajskými službami USA, Energetická koncepce EU a řešení Ukrajinské krize.

### Separatistická hnutí
- Skotské referendum o nezávislosti - v září roku 2014 se uskutečnilo britskou vládou uznané závazné referendum o vystoupení ze Spojeného království a vzniku samostatného Skotska nadále s britskou královnou jako hlavou státu.[2] Obyvatelé Skotska v tomto referendu samostatnost odmítli a to v poměru 55,3 % (2 001 926 hlasů) proti ku 44,7 % (1 617 989 hlasů) pro.[3] Nezávislost Skotska se znovu stala tématem po hlasování o vystoupení Spojeného království z Evropské unie v roce 2016, kdy Skotsko společně se Severním Irskem hlasovalo proti vystoupení na rozdíl od zbytku Spojeného království, kde vyhrála možnost odchodu z EU.[4] V roce 2019 oznámila skotská premiérka Nicola Sturgeonová záměr vyhlásit nové referendum v případě uskutečnění odchodu Spojeného království z Evropské unie, takzvaného Brexitu.[5]
- Katalánské hnutí za nezávislost - v roce 2014 bylo naplánováno první referendum o nezávislosti katalánskou vládou. Toto referendum zakázal španělský ústavní soud a bylo tedy přejmenováno na Nezávazné referendum o sebeurčení Katalánska a přestože i to bylo zakázáno tímtéž soudem, proběhlo 9. listopadu 2014. Při 40% účasti se vyslovilo 80,8 % voličů pro nezávislost.[6][7] Další referendum bylo vyhlášeno na 1. října 2017. I to bylo označeno ústavním soudem za protizákonné a centrální vláda jej označovala za protiústavní. Hlasování provázely nepokoje, policejní zásahy a další komplikace, které podle některých vedly k jeho neplatnosti. Při 40% účasti se vyslovilo 90,18 % voličů pro nezávislost.[8][9] Následkem se stala Katalánská krize, který do konce desetiletí nebyla vyřešena. V roce 2019 proběhl soud se 12 bývalými členy katalánské vlády a parlamentu. Na útěku nadále zůstává katalánský expremiér Carles Puigdemont.[10]
- Ukrajinská krize a z ní pramenící Válka na východní Ukrajině - v roce 2013 nečekaně odmítl tehdejší prezident Janukovyč podepsat asociační dohodu s Evropskou unií. To způsobilo řadu protestů za prozápadní směřování země zvané Euromajdan. Proti těmto protestům začaly také protesty za proruské směřovaní zvané Antimajdan na východě země, kde se mluví převážně rusky a žijí zde početné skupiny etnických Rusů.[11][12] Následkem těchto rozporů se stalo mezinárodně neuznané Referendum o připojení Krymu k Ruské federaci v roce 2014, kde se dle šéfa volební komise vyslovilo 96,8 % hlasujících pro připojení k Rusku[13] a následná Anexe Krymu.[14] Dalším důsledkem se stalo ve stejném roce vyhlášení Doněcké lidové republiky a Luhanské lidové republiky později sdružených pod jeden celek s názvem Svaz lidových republik Nové Rusko proruskými separatisty podporovanými ruskou vládou a armádou.[15][16][17] To vše vedlo k válce mezi zmíněnými separatisty a ukrajinskou vládou.

## Světové tendence a události

### Společnost
Ve světě pak začala v úvodu tzv. arabským jarem, rozšířením využití měny Bitcoin a v roce 2013 zaznamenala začátek éry nového papeže, jenž si dal jméno František. V USA je prezidentem znovu zvolený Barack Obama a jeho mandát by měl řádně skončit až roku 2017, spolkovou kancléřkou Německa je Angela Merkelová, vítězka třetích voleb v řadě přičemž další volby se očekávají též roku 2017. V Turecku se roku 2013 odehrály velké politické protesty proti vládě premiéra Erdogana vzrostlé původně z protestu proti plánu pokácet stromy v parku Gezi v Istanbulu.
V Sýrii se odehrávala občanská válka, v reakci na chemické útoky provedené pravděpodobně režimem Bašára al-Asada zvažovaly západní státy a USA v jejich čele vojenskou intervenci, ke které nakonec nedošlo. Válka v Sýrii významně přispěla k vytvoření Evropské migrační krize. Islámský stát vznikl na hranicích mezi Sýrií a Irákem 8. dubna 2013. V roce 2014 ovládal podle odhadů zhruba třetinu Iráku a v roce 2015 zhruba půlku Sýrie. 9. prosince 2017 ztratil poslední území v Iráku a 23. března 2019 v Sýrii. Éra Islámského státu (2013-2019) je považována za jeden z největších úspěchů mezinárodního islámského terorismu, který vznikl někdy na přelomu 60. a 70. let 20. století. Islámský stát také ovládal část Libye, Jemenu a Afghánistánu, navázal spojení s hnutím Boko Haram, které v roce 2015 ovládlo severovýchod Nigérie, a měl na svědomí mnoho teroristických útoků v Evropě a Severní Americe (např. masakr v Orlandu v roce 2016, při kterém zahynulo 49 lidí a pachatel, byl největší teroristický útok ve Spojených státech od 11. září). Islámský stát šokoval celý svět svou brutalitou a extremismem, čímž proti sobě postavil i odvěké nepřátele. Jeho vůdce Abú Bakr al-Bagdádí byl zabit 26. října 2019 na severozápadě Sýrie, které ovládaly prodemokratičtí rebelové a bojovníci napojení na al-Káidu. V roce 2019 se Islámský stát začal přesouvat z Blízkého východu do států Sahelu v Africe, v mnoha muslimských zemí však stále působí jako podzemní hnutí.
Na přelomu let 2013 a 2014 se odehrála na Ukrajině zatím nejdrastičtější politická krize v dějinách postsovětské Ukrajiny a posléze připojení poloostrova Krym k Rusku. Jedním z možných a mediálně často zmiňovaných vyústění této krize je izolace Ruské federace od západního světa podobně jako v době studené války a s tím související rychlejší nástup amerického břidličného plynu a této technologii na světový trh.

### Technické trendy a vynálezy
V oboru technologií dále roste význam 3D tiskáren, které jsou čím dál častěji využívány v medicíně. Byl vytvořen soubor pro implantát ruky vytisknutelný doma či také pro tisk součástek funkční střelné zbraně, což vyvolalo debatu ohledně střetu zákona o zbraních a práva na volné šíření informací.
Jsou vyvíjeny technologie počítačových brýlí, například Google Glass a obdobné oční čočky, či jiné, schopné měřit nitrooční tlak a uvolňovat kapky do očí či využívat zoom, a dále ohebné dotykové displaye a z nich vytvořené oděvy.
Byl vytvořen ultra lehký elektrický obvod o tloušťce dvou mikrometrů a váze tři gramy na čtvereční metr, počítá se s využitím této technologie v medicíně v konstrukci umělých končetin a ústního ovladače pro ochrnuté ovládající jazyk.
Byla vyvinuta metoda digitální pitvy, která nepoškozuje tělo pacienta, první digitální pitevny se otevírají ve Velké Británii, následují je další v Malajsii, na Středním východě a v Latinské Americe.
Začíná se využívání dronů v komerční sféře, především pro dopravu zboží, k většímu rozšíření tohoto jejich využití je třeba uvolnění leteckého prostoru. Průkopníky této přepravy zboží jsou firmy Amazon a australská Zookal

### Olympijské hry
V roce 2010 se konaly Zimní olympijské hry ve Vancouveru, v roce 2012 Letní olympijské hry v Londýně, v roce 2014 Zimní olympijské hry v ruské Soči v době ukrajinských protestů Euromajdan, v roce 2016 Letní olympijské hry v Riu de Janeiru a v roce 2018 Zimní olympijské hry v Pchjongčchangu.

### Hlavy států a političtí lídři
- Francie
  - prezident: Nicolas Sarkozy (2007–2012), François Hollande (2012–2017), Emmanuel Macron (od 2017)
  - premiér: François Fillon (2007–2012), Jean-Marc Ayrault (2012–2014), Manuel Valls (2014–2016), Bernard Cazeneuve (2016–2017), Édouard Philippe (2017–2020)
- Rusko
  - prezident: Dmitrij Medveděv (2008–2012), Vladimir Putin (od 2012)
  - premiér: Vladimir Putin (2008–2012), Dmitrij Medveděv (2012–2020)
- Spojené království
  - královna: Alžběta II. (1952–2022)
  - premiér: Gordon Brown (2007–2010), David Cameron (2010–2016), Theresa Mayová (2016–2019), Boris Johnson (2019–2022)
- Spojené státy americké
  - prezident: Barack Obama (2009–2017), Donald Trump (2017–2021)
- Vatikán
  - papež: Benedikt XVI. (2005–2013), František (od 2013)
- Česko
  - prezident: Václav Klaus (2003–2013), Miloš Zeman (2013–2023)
  - premiér: Jan Fischer (2009–2010), Petr Nečas (2010–2013), Jiří Rusnok (2013–2014), Bohuslav Sobotka (2014–2017), Andrej Babiš (2017–2021)
- Německo
  - prezident: Horst Köhler (2004–2010), Christian Wulff (2010–2012), Joachim Gauck (2012–2017), Frank-Walter Steinmeier (od 2017)
  - spolková kancléřka: Angela Merkelová (2005–2021)
- Polsko
  - prezident: Lech Kaczyński (2005–2010), Bronisław Komorowski (2010–2015), Andrzej Duda (od 2015)
  - premiér: Donald Tusk (2007–2014), Ewa Kopaczová (2014–2015), Beata Szydłová (2015–2017), Mateusz Morawiecki (od 2017)
- Rakousko
  - prezident: Heinz Fischer (2004–2016), Alexander Van der Bellen (od 2017)
  - spolkový kancléř: Werner Faymann (2008–2016), Christian Kern (2016–2017), Sebastian Kurz (2017–2019), Brigitte Bierleinová (2019–2020)
- Slovensko
  - prezident: Ivan Gašparovič (2004–2014), Andrej Kiska (2014–2019), Zuzana Čaputová (od 2019)
  - premiér: Robert Fico (2006–2010), Iveta Radičová (2010–2012), Robert Fico (2012–2018), Peter Pellegrini (2018–2020)

## Úmrtí
Během tohoto desetiletí z osobností zemřeli politici Václav Havel, Nelson Mandela, Margaret Thatcherová, Fidel Castro a Stanislav Gross, umělci Karel Gott, Miloš Forman, Ladislav Smoljak, David Bowie a Amy Winehouse, spisovatelé Arnošt Lustig a Josef Škvorecký či další osobnosti jako Steve Jobs, Neil Armstrong, Nicholas Winton a Stephen Hawking.